# Иглово
Иглово — деревня в Одинцовском районе Московской области, в составе сельского поселения Ершовское. Население 6 человек на 2006 год, в деревне числятся 6 садовых товариществ. До 2006 года Ивановка входила в состав Каринского сельского округа.
Деревня расположена на северо-западе района, у границы с Истринским районом, на водоразделе Молодельни и Дубешни, высота центра над уровнем моря 215 м.
Впервые в исторических документах деревня встречается в писцовой книге 1558 года, как вотчина Салтыковых Выгалово, которым принадлежала до конца XVII века, потом меняла хозяев и на 1852 год в Выглово числилось 24 двора, 118 душ мужского пола и 111 — женского, в 1890 году — 344 человека и имелось земское училище. По Всесоюзной переписи 17 декабря 1926 года в Иглово числилось 53 хозяйства и 288 жителей, по переписи 1989 года — 7 хозяйств и 12 жителей.